# Rhona
Rhona är den amerikanska sångaren och skådespelaren Rhona Bennetts självbetitlade debutalbum. Arbetet på albumet påbörjades efter att Bennett erbjudits ett skivkontrakt av den amerikanska musikproducenten Rodney "Darkchild" Jerkins med hans Darkchild Records. Rhona är ett pop och R&B-album vars innehåll influerats av flera olika musikstilar. Jerkins uppskattade att albumet skulle slå igenom på popmarknaden och komma att säljas i över 10 miljoner exemplar internationellt. "Satisfied" gavs ut som albumets huvudsingel 14 augusti 2001. Låten nådde plats 70 och 71 på Schweiz och Nya Zeelands respektive singellistor. Singelns undermåliga kommersiella prestationer gjorde att albumets utgivning uteblev i de flesta länder. Det gavs ut i Japan och Frankrike i juni 2001 men gick aldrig in på ländernas albumlistor.

## Bakgrund
Mot slutet av 1980 och början av 90-talet började Rhona Bennett bli igenkänd som en sångare och skådespelare för en bredare publik. Hon hade dessförinnan arbetat på teater och medverkat i flera reklamfilmer i tv. 1991 fick en permanent roll i omarbetningen av den populära amerikanska musikal-TV-serien The Mickey Mouse Club som sändes på ABC. Hon fortsatte att kultivera en karriär inom underhållning med roller i den Star Trek-inspirerade science fiction-serien Homeboys in Outer Space – i vilken hon gestaltade en AI – och i sitcom-serien The Jamie Foxx Show.
1999 skrev Bennett på för musikproducenten Rodney "Darkchild" Jerkins nygrundade Darkchild Records. I en intervju berättade sångaren en tid senare: "Vid tidpunkten var han 'den' som alla ville få jobba med. Michael Jackson skrev på för att kunna producera sitt album Invincible, Whitney Houston och Destinys Child jobbade med honom så jag kände mig verkligt hedrad över en sån möjlighet." Bennett blev den första kvinnan att få ett skivkontrakt av Jerkins och erhöll därför titeln First Lady of Darkchild. Mot slutet av året började sångaren att jobba på sin image och debutalbumet Rhona med producenter som LaShawn Daniels, Fred och Rodney Jerkins.

## Inspelning och komposition

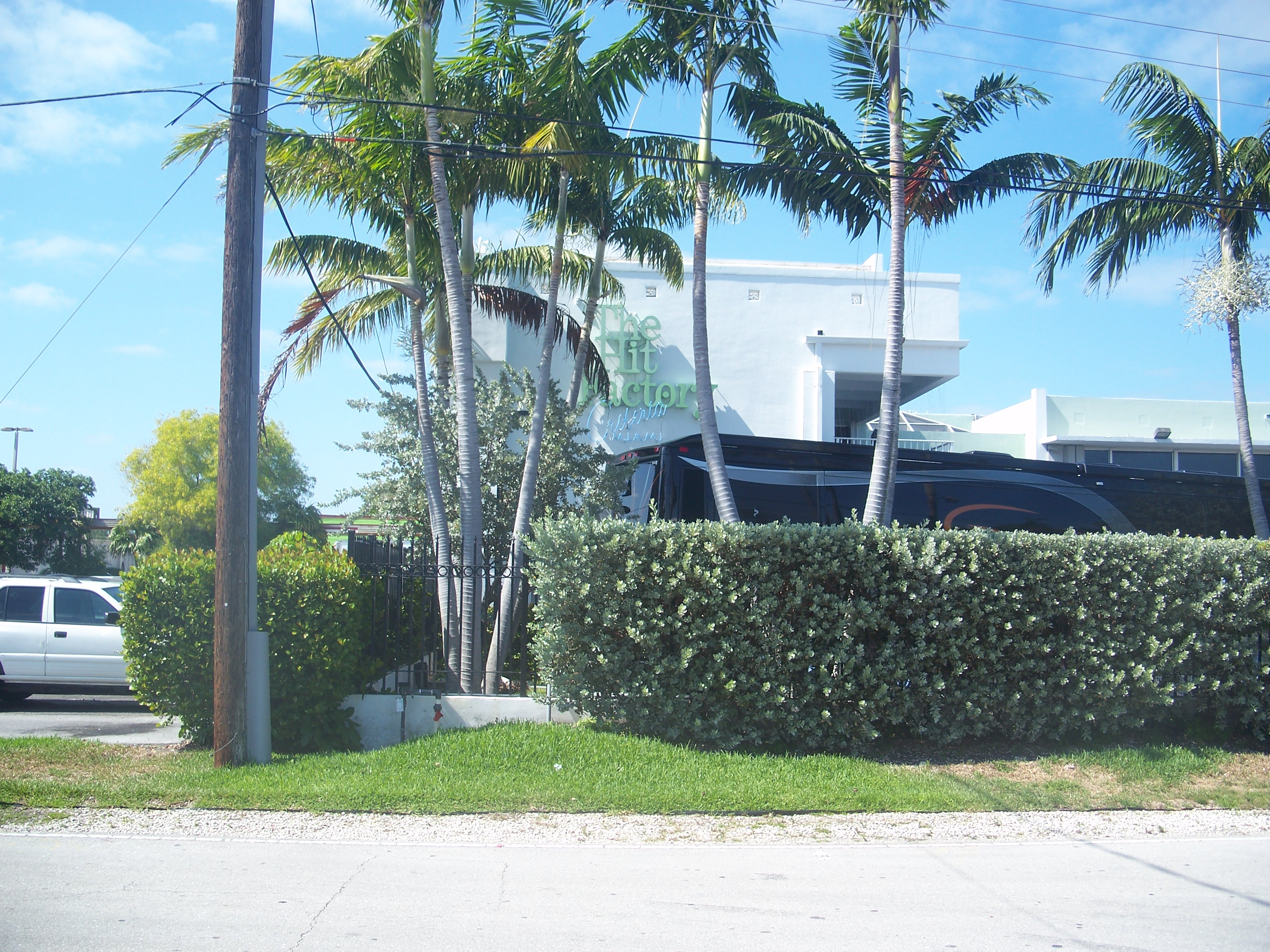
Inspelningsstudion Hit Factory i Miami, Florida, användes för att spela in delar av albumet, däribland "Take What Comes to You".

Jerkins blev chefsproducent för projektet och han skapade 11 av albumets 12 spår medan Daniels skapade sångprodukion och arrangemang. Paul Foley och Bennett spelade in spåren i Darkchild Studios i Pleasantville i New Jersey och i två ytterligare inspelningsstudios i grannstaten New York. Bennett reste till Miami, Florida för att spela in låtarna "Satisfied", "Take What Comes to You" och "Look to the Sky".
Rhona är ett pop och R&B-album vars innehåll influerats av en rad musikstilar. Albumet inleds med "Satisfied", en poplåt som beskrevs som "välproducerad".

## Utgivning och mottagande
Bennett marknadsfördes som "nästa Whitney Houston" av Epic och Jerkins uppskattade att hon skulle slå igenom på pop-marknaden och att Rhona uppskattningsvis skulle säljas i över 10 miljoner exemplar internationellt. "Satisfied" gavs ut som albumets huvudsingel 14 augusti 2001. Låten nådde plats 70 och 71 på Schweiz' respektive Nya Zeelands singellistor. Singelns undermåliga kommersiella prestationer gjorde att albumet förblev outgivet i de flesta internationella territorier, däribland USA. Rhona gavs ut i Frankrike 20 juni och i Japan 22 augusti 2001. Albumspåret "The Meaning of Love" gavs ut som en promosingel i Spanien samma år.
Rhona bemöttes med ljummen kritik från AllMusic. I deras recension klargjorde skribenten att: "vid ett första ögonkast verkar albumet skapligt mångfaldig men vid en närmare inspektion visar den sig innehålla samma gamla väloljade Darkchild produktion som hans tidigare arbeten."

## Låtlista
| 1.           | "Satisfied"                   | Fred Jerkins III, Rhona Bennett, LaShawn Daniels, Mischke                                       | Rodney "Darkchild" Jerkins                                                 | 4:23  |
| 2.           | "The Best of Me"              | Rodney Jerkins, Fred Jerkins III, LaShawn Daniels                                               | Rodney "Darkchild" Jerkins                                                 | 4:33  |
| 3.           | "Take What Comes to You"      | Fred Jerkins III, Rodney Jerkins, LaShawn Daniels, Mischke                                      | Rodney "Darkchild" Jerkins                                                 | 3:52  |
| 4.           | "The First Time"              | Phil Gladston, Gordon Chambers                                                                  | Rodney "Darkchild" Jerkins, Robert "Big Bert" Smith, Cory Rooney, Dan Shea | 5:20  |
| 5.           | "Last Goodbye"                | Rodney Jerkins, Mischke, Robert Smith                                                           | Rodney "Darkchild" Jerkins, Robert "Big Bert" Smith, Cory Rooney, Dan Shea | 4:20  |
| 6.           | "Time Will Tell"              | Fred Jerkins III, Rodney Jerkins, LaShawn Daniels, Mischke, Robert Smith                        | Rodney "Darkchild" Jerkins, Robert "Big Bert" Smith                        | 5:02  |
| 7.           | "Miss the Way"                | Fred Jerkins III, LaShawn Daniels, Carmen Lampson, Samuel Hopkins                               | Uncle Freddie                                                              | 4:02  |
| 8.           | "I Will"                      | Fred Jerkins III, Rodney Jerkins, LaShawn Daniels, Carmen Lampson, Samuel Hopkins, Harvey Mason | Rodney "Darkchild" Jerkins, Harvey Mason, Cory Rooney, Dan Shea            | 4:57  |
| 9.           | "I Want to Know What Love Is" | Mick Jones                                                                                      | Rodney "Darkchild" Jerkins, Cory Rooney, Dan Shea                          | 4:40  |
| 10.          | "Look to the Sky"             | Fred Jerkins III, Rodney Jerkins, LaShawn Daniels, Mischke                                      | Rodney "Darkchild" Jerkins                                                 | 4:37  |
| 11.          | "The Meaning of Love"         | Fred Jerkins III, Rodney Jerkins, LaShawn Daniels                                               | Rodney "Darkchild" Jerkins                                                 | 4:45  |
| Total längd: | Total längd:                  | Total längd:                                                                                    | Total längd:                                                               | 42:18 |

| 12. | "Satisfied (Another Darkchild Remix)" (featuring Darkchild och Fats) | Fred Jerkins III, Rodney Jerkins, LaShawn Daniels, Fats | Rodney "Darkchild" Jerkins | 4:45 |

## Medverkande
- LaShawn Daniels - Sång arrangemang
- Rodney Jerkins - Chefsproducent, instrument, Producent
- Harvey Mason, Jr. - Digital Editing, Mix
- Corey Rooney - Producent
- Dan Shea - Producent
- So Plush - Sång

## Utgivningshistorik
| Region    | Datum           | Format | Skivbolag |
| --------- | --------------- | ------ | --------- |
| Japan     | 20 juni 2001    | CD     | Epic      |
| Frankrike | 22 augusti 2001 | CD     | Mis       |